# Haploa lecontei
Haploa lecontei är en fjärilsart som beskrevs av Jean Baptiste Boisduval 1829. Haploa lecontei ingår i släktet Haploa och familjen björnspinnare. Inga underarter finns listade i Catalogue of Life.

## Bildgalleri

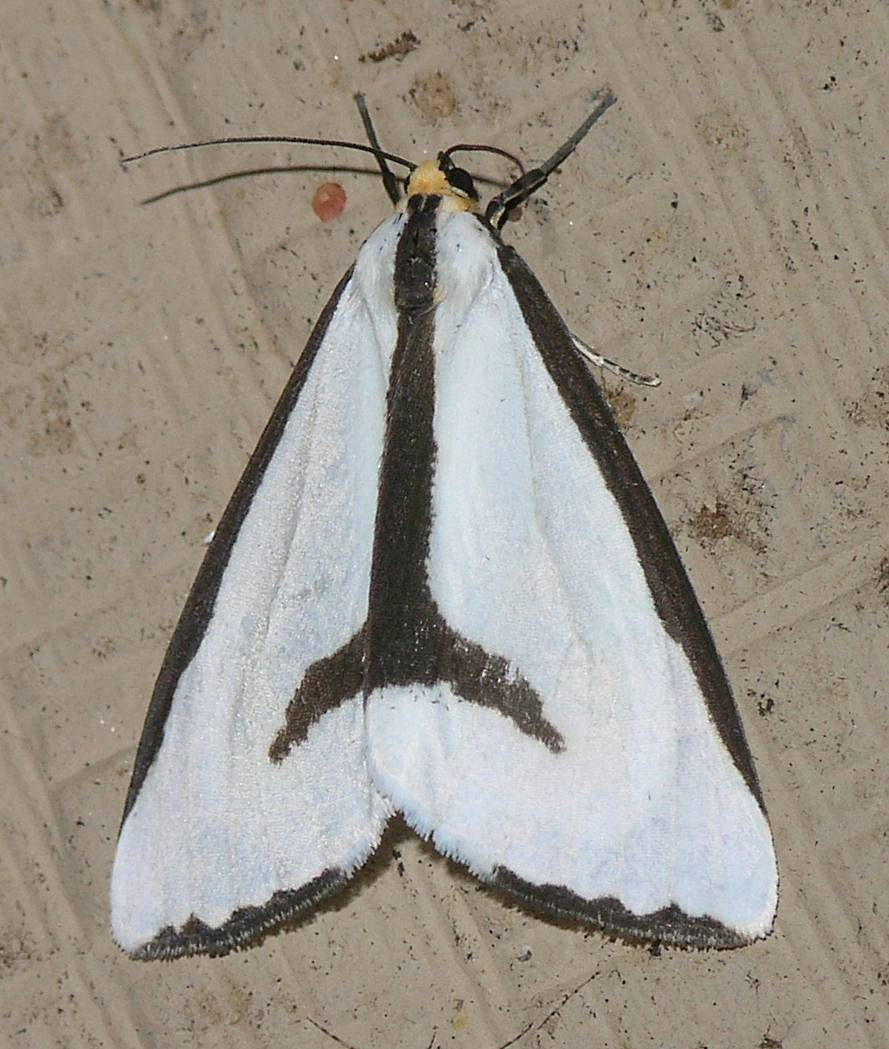